# Accord de partenariat et de coopération
Un accord de partenariat et de coopération (APC) est un accord d'association entre l'Union européenne et un pays tiers créant un cadre de coopération entre eux. Les domaines couverts par ces accords concernent principalement le développement de liens politiques et commerciaux relatifs à la politique étrangère européenne développée vis-à-vis de ces pays, avec comme instrument d'appui principal, les programmes TACIS.

## Généralités
L'Union européenne (UE) a conclu dix accords de partenariat et de coopération (APC) avec la Russie (APC UE-Russie), les pays de l'Europe orientale et du Caucase (au travers du Partenariat oriental) et des anciennes républiques soviétiques d'Asie centrale. Ces accords ont pour objectif de consolider les régimes démocratiques et de développer leurs économies grâce à une coopération technique et matérielle, ainsi que par un dialogue politique.
Afin de superviser ces accords, trois institutions bilatérales (UE-État tiers) ont été créées dans chacun des pays :
- Un Conseil de coopération, de niveau ministériel, qui se réunit une fois par an.
- Un Comité de coopération, rassemblant des hauts fonctionnaires, dont les réunions sont plus fréquentes.
- Une Commission parlementaire de coopération, qui se réunit, elle aussi, chaque année, avec le Parlement européen.

Les principes généraux sont basés sur le respect de la démocratie, des principes du droit international, des droits de l'homme mais également du libéralisme économique. Les accords instaurent un dialogue politique bilatéral visant à promouvoir des positions convergentes sur des questions internationales et régionales d'intérêt mutuel : coopération policière, juridique, voir militaire pour améliorer la stabilité, la sécurité, le respect des droits de l'homme, etc.
Le commerce est régi par les règles de l'OMC et la clause de la nation la plus favorisée ; la liberté de circulation pour les marchandises, les biens et services, les capitaux et les travailleurs doit être assurée (principe des quatre libertés de l'UE) .

## Accords
| Pays         | Acte                     | Entrée en vigueur        | Retrait                  | Notes                                             |
| ------------ | ------------------------ | ------------------------ | ------------------------ | ------------------------------------------------- |
| Russie       | Décision 97/800/CE       | 1er décembre 1997        |                          | Voir : APC UE-Russie.                             |
| Ukraine      | Décision 98/149/CE       | 1er mars 1998            | 1er septembre 2017       | Implémentation par des accords d'association.     |
| Moldavie     | Décision 98/401/CE       | 1er juillet 1998         | 1er juillet 2016         | Implémentation par des accords d'association.     |
| Géorgie      | Décision 99/515/CE       | 1er juillet 1999         | 1er juillet 2016         | Implémentation par des accords d'association.     |
| Arménie      | Décision 99/602/CE       | 1er juillet 1999         |                          | Voir : Partenariat oriental.                      |
| Azerbaïdjan  | Décision 99/614/CE       | 1er juillet 1999         |                          | Voir : Partenariat oriental.                      |
| Kazakhstan   | Décision 99/490/CE       | 1er juillet 1999         |                          | Voir : stratégie de l'UE pour l'Asie centrale.    |
| Kirghizistan | Décision 99/491/CE       | 1er juillet 1999         |                          | Voir : stratégie de l'UE pour l'Asie centrale.    |
| Ouzbékistan  | Décision 99/593/CE       | 1er juillet 1999         |                          | Voir : stratégie de l'UE pour l'Asie centrale.    |
| Tadjikistan  | Décision 2009/989/CE     | 1er janvier 2010         |                          | Voir : stratégie de l'UE pour l'Asie centrale.    |
| Indonésie    | Décision 2014/230/UE     | 1er mai 2014             |                          | Accord de libre-échange en projet.                |
| Viêt Nam     | Décision 2016/329/UE     | 1er octobre 2016         |                          | Accord de libre-échange signé en 2019.            |
| Biélorussie  | En cours de ratification | En cours de ratification | En cours de ratification | Négociations initiées en 1995.                    |
| Turkménistan | En cours de ratification | En cours de ratification | En cours de ratification | Négociations initiées en 1998.                    |
| Irak         | En cours de ratification | En cours de ratification | En cours de ratification | Négociations initiées en 2012.                    |
| Philippines  | En cours de ratification | En cours de ratification | En cours de ratification | Négociations initiées en 2012.                    |
| Malaisie     | En cours de ratification | En cours de ratification | En cours de ratification | Accord paraphé en 2016.                           |
| Singapour    | En cours de négociation  | En cours de négociation  | En cours de négociation  | Accord de libre-échange entré en vigueur en 2019. |
| Thaïlande    | En cours de négociation  | En cours de négociation  | En cours de négociation  | Accord de libre-échange en projet.                |

## Compléments
- Jérôme Clerget, « De l'accord de partenariat et de coopération aux « quatre espaces communs » », Les cahiers Irice, IRICE, vol. 12, no 2,‎ 2014, p. 45-58 (ISSN 1967-2713, résumé, lire en ligne).
- Laure Delcour, La politique de l'Union européenne en Russie (1990-2000) : De l'assistance au partenariat ?, L'Harmattan, 2002, 324 p. (ISBN 978-2-2962-8196-7)
- Jean Radvanyi, Les États post-soviétiques : Identités en construction, transformations politiques, trajectoires économiques, Armand Colin, 2011, 272 p. (ISBN 978-2-2002-7297-5)
- Les politiques commerciales de l'Union européenne et leurs effets économiques, OECD Publishing, 2001, 148 p. (ISBN 978-9-2642-8853-9)